# Sarawut Natasat
Sarawut Natasat (* 30. Juni 1986) ist ein thailändischer Fußballspieler.

## Karriere
Sarawut Natasat stand bis Ende 2014 beim PTT Rayong FC unter Vertrag. Wo er vorher gespielt hat, ist unbekannt. Der Verein aus Rayong spielte in der ersten Liga des Landes, der Thai Premier League. Für Rayong absolvierte er 2014 elf Erstligaspiele. Am Ende der Saison musste er mit Rayong in die zweite Liga absteigen.
Seit Anfang 2015 ist er vertrags- und vereinslos.